# Jeremy Irvine
Jeremy Irvine (Gamlingay, Cambridgeshire, 18 de junio de 1990) es un actor de cine británico.
A finales de 2011, Irvine interpretó al personaje principal de la película de guerra War Horse dirigida por Steven Spielberg, basada en una adaptación del libro infantil homónimo escrito por Michael Morpurgo. War Horse fue nominada a seis Oscar, dos Globos de Oro y cinco BAFTA. La película se convirtió en un éxito de taquilla y, en una noche, convirtió a Irvine en una estrella de cine. Sus trabajos posteriores incluyen su papel como Pip en la adaptación de 2012 de Charles Dickens Great Expectations, dirigida por Mike Newell junto a Ralph Fiennes y Helena Bonham Carter. Otros trabajos han incluido la película romántica Now is Good con Dakota Fanning, The Railway Man con Colin Firth y Nicole Kidman, y posteriormente A Night in Old Mexico, segunda película como director del español Emilio Aragón Álvarez, junto a Robert Duvall, Luis Tosar y Angie Cepeda.
Protagonizó la película basada en la saga Romance-Fantasía-Ficción, de Lauren Kate Fallen, interpretando al personaje principal masculino, Daniel Grigori, junto a la actriz Addison Timlin como su coprotagonista.

## Biografía
Irvine se crio en Gamlingay, Cambridgeshire. Su madre, Bridget, es política en el gobierno local, y su padre, Chris Smith, es ingeniero. Irvine es el mayor de tres hermanos. Su hermano menor, Toby Irvine, un niño actor, interpretó al joven Pip en Great Expectations. Irvine es un nombre artístico que proviene del nombre de su abuelo. A los diecinueve intentó alistarse en el ejército, pero fue rechazado después de mentir acerca de su diabetes en su solicitud.
Irvine comenzó a los dieciséis años. Interpretó el papel de Romeo junto con otros papeles principales en obras de teatro mientras asistía a Bedford Modern School en Harpur (zona de Bedfordshire), seguido de National Youth Theatre y un curso de un año base en la London Academy of Music and Dramatic Art (LAMDA), junto a Sam Claflin. Al finalizar el curso, Irvine pasó dos años presentando CV en diferentes compañías, esforzándose por conseguir trabajo como actor.

### Carrera
El trabajo de Irvine incluye apariciones en teatro, televisión y cine.

## Filmografía

### Películas
| Año  | Título                                       | Personaje            | Notas |
| ---- | -------------------------------------------- | -------------------- | --- |
| 2011 | War Horse                                    | Albert Narracott     | Nominado – London Film Critics' Choice Award for Young British Performer of the Year Nominado – Premio Empire al mejor actor revelación |
| 2012 | Now is Good                                  | Adam                 | |
| 2012 | Grandes esperanzas                           | Philip Pirrip "Pip"  | |
| 2013 | The Railway Man                              | Eric Lomax           | |
| 2014 | Una noche en el Viejo México                 | Gally                | |
| 2014 | Caza bajo el sol                             | Ben                  | |
| 2015 | The Woman in Black: Angel of Death           | Harry Burnstow       | |
| 2015 | The World Made Straight                      | Travis Shelton       | |
| 2015 | The Bad Education Movie                      | Atticus Hoye         | |
| 2015 | Stonewall                                    | Danny Winters        | |
| 2016 | El maravilloso jardín secreto de Bella Brown | Billy                | |
| 2016 | Oscuros                                      | Daniel Grigori       | |
| 2018 | Billionaire Boys Club                        | Kyle Biltmore        | |
| 2018 | Mamma Mia! Here We Go Again                  | Joven Sam Carmichael | |
| 2019 | The Professor and the Madman                 | Charles Hall         | |
| 2019 | Paradise Hills                               | Markus               | |
| 2019 | The Last Full Measure                        | William Pitsenbarger | |
| 2020 | Cognition                                    | Abner                | Winner - Leonid Khromov International Film Festival 2022                                                                                |
| 2021 | Benediction                                  | Ivor Novello         | |
| 2022 | This Is Christmas                            | Simon                | |
| —    | Return to Silent Hill                        | James                | En producción |

### Televisión
| Año  | Título         | Personaje                   | Notas        |
| ---- | -------------- | --------------------------- | ------------ |
| 2009 | Life Bites     | Luke                        | 12 episodios |
| TBA  | Green Lanterns | Alan Scott / Linterna Verde |              |